# Gaillardet

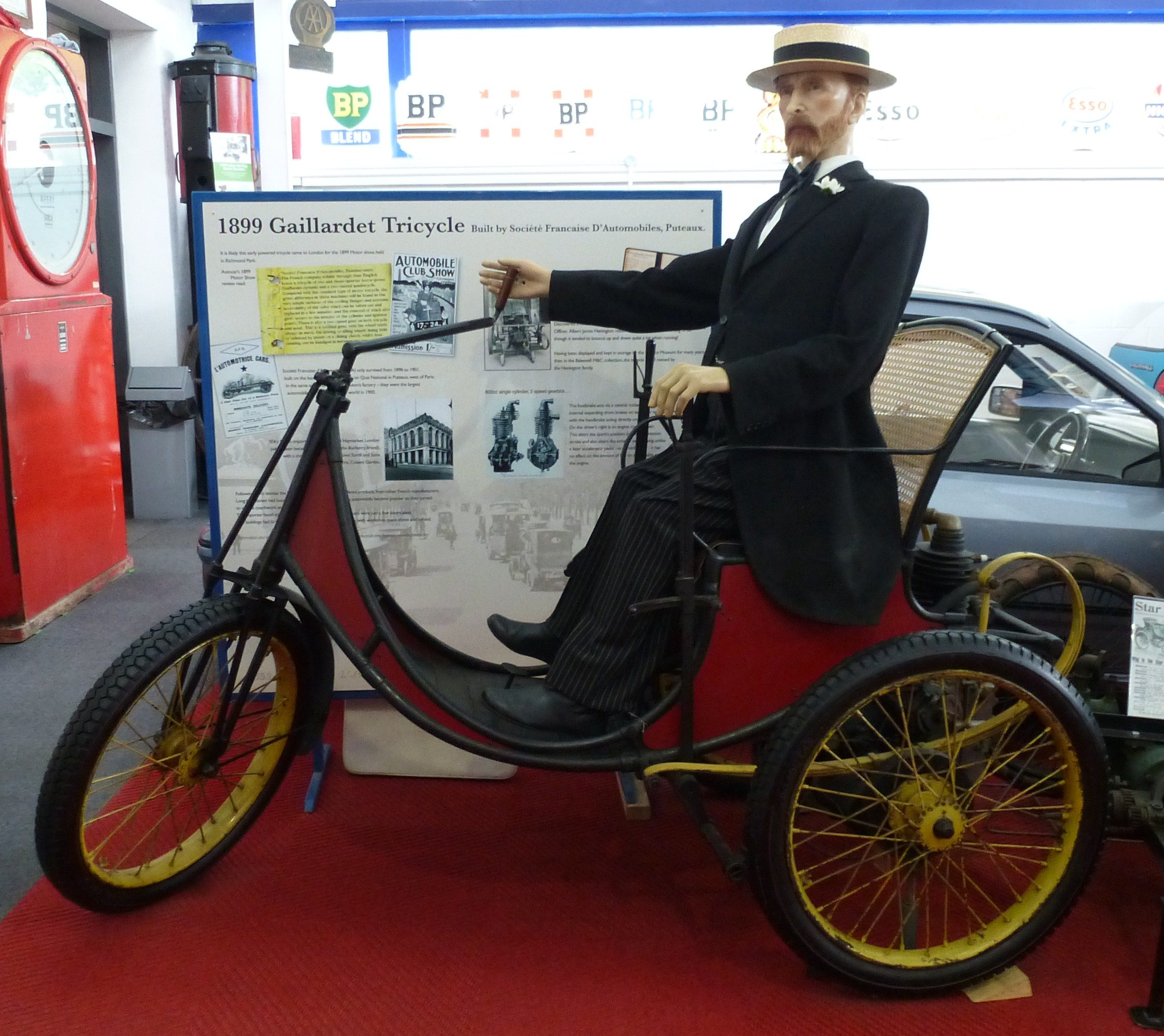
Gaillardet-Dreirad von 1899

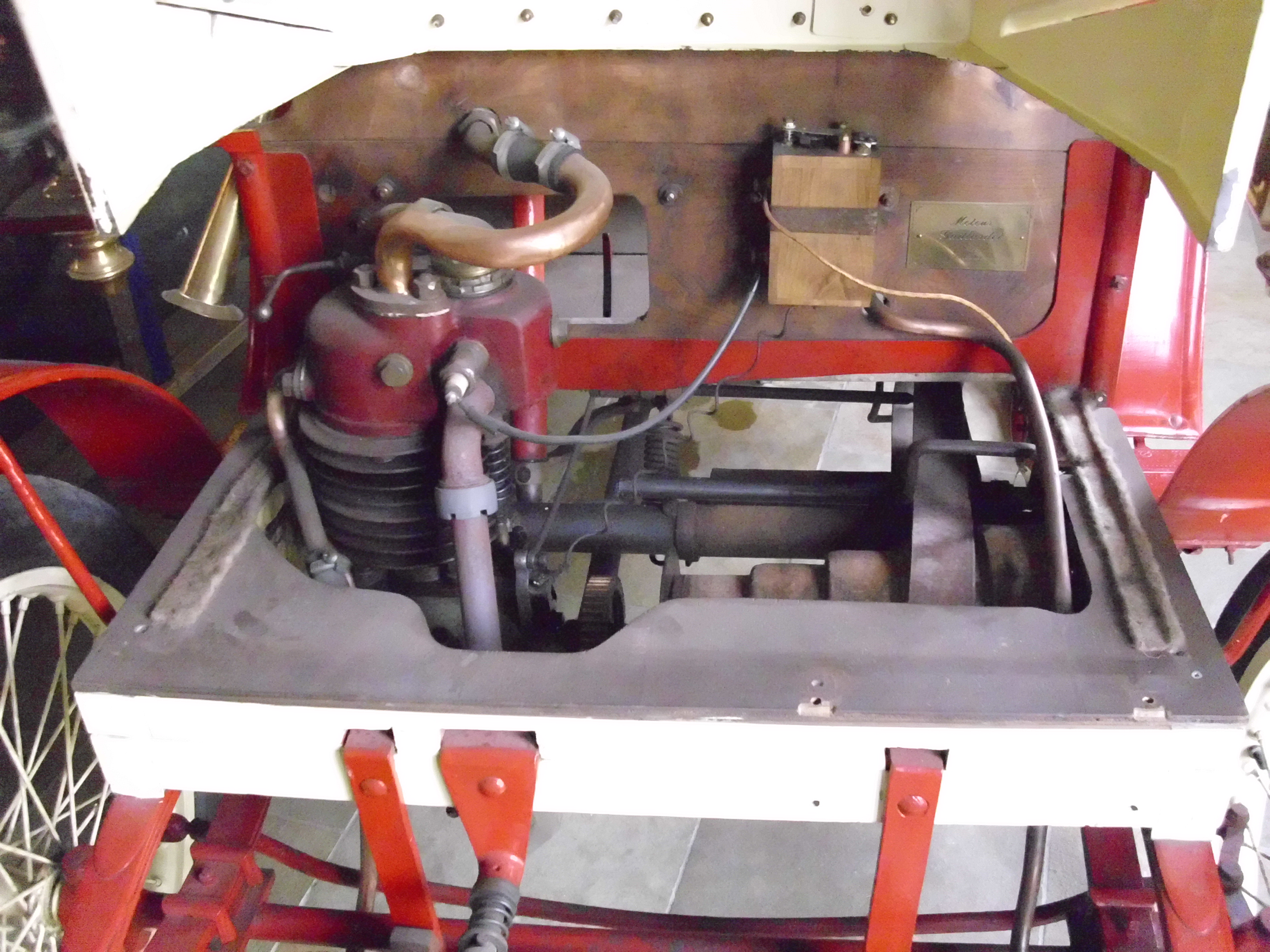
Einzylindermotor, hier in einem Bourguignonne von 1900 montiert

Gaillardet war ein französischer Hersteller von Automobilen und Motoren.

## Unternehmensgeschichte
Das Unternehmen Société Française d’Automobile von Frédéric Gaillardet aus Puteaux begann 1899 mit der Produktion von Automobilen. Der Markenname lautete Gaillardet. Neben der Fertigung eigener Fahrzeuge wurden Einbaumotoren an diverse Hersteller geliefert, sowie Modelle für Doctoresse entwickelt. 1902 endete die Produktion.

## Fahrzeuge
Das einzige Modell war ein Dreirad, bei dem sich das einzelne Rad vorne befand. Für den Antrieb sorgte ein Einzylindermotor mit 800 cm³ Hubraum und 5 bis 6 PS Leistung.

## Motorenlieferungen
An folgende Unternehmen wurden Einbaumotoren geliefert: Barré, Bender e Martiny, Bourguignonne und Underberg.